# برونو بريجيدو
برونو بريجيدو (بالبرتغالية: Bruno Brigido‏) (9 مارس 1991 بكريسيوما في البرازيل - ) هو لاعب كرة قدم برازيلي في مركز حراسة المرمى. لعب مع نادي كريسيوما ونادي كوريتيبا.

## روابط خارجية
- برونو بريجيدو على موقع قاعدة بيانات كرة القدم.إي يو (الإنجليزية)
- برونو بريجيدو على موقع Soccerway.com (الإنجليزية)